# Гаццаніга
Гаццаніга, Ґаццаніґа (італ. Gazzaniga) — муніципалітет в Італії, у регіоні Ломбардія,  провінція Бергамо.
Гаццаніга розташована на відстані близько 490 км на північний захід від Рима, 65 км на північний схід від Мілана, 18 км на північний схід від Бергамо.
Населення — 5134 особи (2014).
Щорічний фестиваль відбувається 13 серпня. Покровитель — Sant'Ippolito.

## Демографія
Населення за роками:

Станом на 1 січня 2023 року в муніципалітеті офіційно проживали 393 іноземці з 45 країн, серед них 54 громадяни країн Євросоюзу та 30 громадян України.

## Сусідні муніципалітети
- Альбіно
- Ав'ятіко
- Чене
- Корнальба
- Коста-Серина
- Фйорано-аль-Серіо
- Вертова